# João Senise
João Mauro Fonseca Senise ou simplesmente João Senise (Rio de Janeiro, 5 de janeiro de 1989) é um cantor de jazz e de música popular brasileira.

## Biografia
Filho do saxofonista e flautista Mauro Senise e da produtora cultural Eliana Peranzzetta, João Senise tem uma vivência musical desde muito jovem. Com apenas quatro anos iniciou seus estudos musicais na Escola de Música Antônio Adolfo. Aos sete anos começou suas aulas de piano e de treinamento vocal com seu padrasto, o pianista, compositor e arranjador Gilson Peranzzetta.
Entre os anos de 1996 e 1999 foi integrante do coral do Colégio Espaço Educação, demonstrando grande postura de palco e tendo feito diversas apresentações como solista. Em 1997, quando tinha apenas 8 anos de idade, gravou a faixa “Sempre Amigos” com Gilson Peranzzetta como parte do projeto Cenas Brasileiras, uma parceria de Peranzzetta e o letrista Paulo César Feital. O álbum, entretanto, só veio a ser lançado em 2020 pela gravadora Fina Flor.
Em 2001 apresentou-se ao lado de Gilson Peranzzetta como seu convidado durante a turnê do álbum “Pingolé” tocando escaleta. Durante grande parte da sua adolescência foi assistente de produção da sua mãe Eliana, participando de diversos shows e projetos. Em 2010 formou-se em jornalismo pela PUC-Rio, mas nunca chegou a trabalhar em veículos de comunicação. Em 2013, lançou seu primeiro CD, Just in Time. 

## Carreira Musical
Considerado o melhor disco de estreia do ano pelo jornal O Fluminense (RJ), Just in Time, primeiro álbum de Senise, foi lançado no segundo semestre de 2013. Com repertório baseado em standards de jazz e com direção musical e os arranjos do maestro Peranzzetta, o álbum cantou com a participação especial de Ivan Lins e de seu pai, Mauro Senise. O show de lançamento na Sala Baden Powell (RJ), em setembro, brindou o público com a reprodução fiel do CD, com orquestra de cordas, naipe de sopros e diversos convidados.
Em 2014, João Senise gravou seu segundo álbum, “Abre Alas - Canções de Ivan Lins”, em homenagem aos 70 anos do cantor e compositor. O repertório mesclou sucessos de Lins, como "Madalena" e "Dinorah, Dinorah" e canções menos famosas, como Dois Córregos (Ivan Lins / Caetano Veloso) e Olhos pra te Ver (Ivan Lins / Gilson Peranzzetta). Além do homenageado, que dividiu com Senise duas faixas, outros nomes consagrados da música popular brasileira participaram, como Leila Pinheiro, Leo Jaime, Dori Caymmi e Zélia Duncan. A crítica especializada recebeu “Abre Alas” muito bem, tecendo diversas críticas positivas em jornais pelo país.
O ano de 2015, Senise voltou ao universo do jazz para um show em homenagem ao centenário de Frank Sinatra. O concerto, realizado na sala Cecília Meireles, no Rio de Janeiro, com a participação de nomes como Áurea Martins, Gilson Peranzzetta, Mauro Senise e a Banda Brás de Pina, acabou rendendo um CD ao vivo intitulado "Celebrando Sinatra - ao vivo", lançado em 2016 pela gravadora Fina Flor.
Em 2016, João Senise reuniu nomes consagrados da MPB no álbum “Influência do Jazz”, que buscou unir clássicos da bossa nova com o universo do jazz. Alaíde Costa, Antônio Adolfo, Áurea Martins, Edu Lobo, Joyce, Osmar Milito, Roberto Menescal, Sueli Costa e Wanda Sá participaram do CD. Mais uma vez a direção musical e arranjos ficou a cargo de Gilson Peranzzetta.
Seu quinto trabalho, “Love Letters”, foi lançado em 2017 e contou com as participações de Indiana Nomma, Mauro Senise, Nelson Faria e Romero Lubambo. O álbum reúne grandes baladas do jazz, como My Funny Valentine,  'S Wonderful, além da faixa título.
Em 2018, João Senise entrou em estúdio para homenagear um de seus grandes ídolos da infância, o cantor Tim Maia, cuja morte completaria 20 anos. Nesse trabalho o cantor escolheu músicas imortalizadas na voz soul de Tim e as trouxe para o jazz, com arranjos criados pelo seu frequente colaborador, Gilson Peranzzetta. O álbum trouxe participações ilustres como Áurea Martins, o grupo Cama de Gato, Ivan Lins, Leny Andrade, Mauro Senise e Rildo Hora.
Em 2019, Senise lançou seu primeiro EP, exclusivo para as plataformas digitais. Intitulado #JS PopStar, o EP reúne cinco canções da música pop internacional. É a primeira incursão de Senise no gênero. 
Em 2020, lança seu oitavo álbum, Nice 'n' Easy, também exclusivo para as plataformas digitais. O repertório de standards de jazz dialoga com seu primeiro álbum, Just in Time, e com Love Letters. Clássicos como Blue Moon, Summertime  e a faixa título, Nice 'n' Easy estão presentes no álbum, com arranjos de Gilson Peranzzetta e participação de Mauro Senise.

## Discografia
Just in Time – (Indie, Sarapuí, 2013)
Abre Alas – (Indie, 2014)
Celebrando Sinatra - ao vivo – (Fina Flor, 2016)
Influência do Jazz – (Fina Flor, 2016)
Love Letters – (Fina Flor, 2017)
Chama o Síndico – (Fina Flor, 2018)
JS PopStar - (Fina Flor, 2019)
Nice 'n'Easy - (Fina Flor, 2020)